# Batalha de Ethandun
A Batalha de Ethandun foi um grande confronto entre as tropas anglo-saxãs do Reino de Wessex, sob comando de Alfredo o Grande, e o Grande Exército Pagão, liderados por Guthrum, travado em algum período entre 6 e 12 de maio de 878. O resultado foi uma vitória para os ingleses, repelindo as invasões vikings de forma decisiva. Ambos os lados acabaram firmando o Tratado de Wedmore, onde os vikings acabaram concordando em partir em direção do leste da Inglaterra. Esta vitória é considerada um dos grandes feitos militares do rei Alfredo.